# Siège du château d'Inabayama
Le siège du château d'Inabayama (稲葉山城の戦い, Inabayama-jō no tatakai) en 1567 est la dernière bataille de la campagne d'Oda Nobunaga pour défaire le clan Saitō dans son château de montagne et conquérir la province de Mino au Japon. C'est un court siège de deux semaines, tenu entre le 13 et le 27 septembre 1567, ou dans le calendrier japonais : du 1er au 15e jour du 8e mois, au cours de la 10e année de l'ère Eiroku, selon la chronique de Nobunaga. Le siège prend fin par une bataille décisive et la victoire des forces combinées de Nobunaga, et il a pour conséquence l'assujettissement du clan Saitō, de ses vassaux et de ses alliés. Cette victoire est l'aboutissement de la « campagne de Mino » de Nobunaga, menée par intermittence au cours des six années précédentes. Elle met fin à la rivalité entre le clan Oda de la province d'Owari et le clan Saitō de Mino, rivalité commencée 20 ans auparavant entre Oda Nobuhide, le père de Nobunaga, et Saitō Dōsan.
En raison de la faiblesse de commandement de Saitō, de nombreux chefs samouraïs font défection vers Nobunaga avant la bataille tandis que d'autres se soumettent à lui volontairement par la suite. Avec cette victoire, Nobunaga prend le contrôle de la vaste et fertile province de Mino et y gagne de nombreux partisans et leurs ressources. Nobunaga fait réparer l'ancien château de Saitō et le renomme château de Gifu; il en fait une solide base à partir de laquelle il peut s'étendre vers le nord dans la région de Hokuriku et faciliter son chemin vers Kyoto. Le château de Gifu lui sert de résidence principale et de siège militaire jusqu'à ce qu'il déménage en 1575 au château d'Azuchi, partiellement achevé.
Kinoshita Tōkichirō, jeune obligé de Nobunaga (plus tard connu sous le nom Toyotomi Hideyoshi), joue un rôle important dans l'obtention de la victoire à Inabayama. Dans les années qui précèdent la bataille, il négocie le soutien des chefs de guerre locaux, ce qui assure une armée prête au combat au moment de l'attaque et il fait construire un château sur le bord du territoire de l'ennemi pour servir de point de départ pour l'attaque. En plus de ces préparations, Tōkichirō conçoit et dirige un plan audacieux, semblable à un raid de commando, pour s'introduire dans le château et ouvrir les portes à l'armée assaillante. À la suite de ses efforts et de la victoire, sa réputation auprès de Nobunaga augmente considérablement. Ainsi, en plus de l'importance immédiate de la bataille pour les plans de Nobunaga, il s'agit également d'une étape importante dans la montée vers le pouvoir de Toyotomi Hideyoshi.

## Contexte

### Conflits de l'époque Sengoku

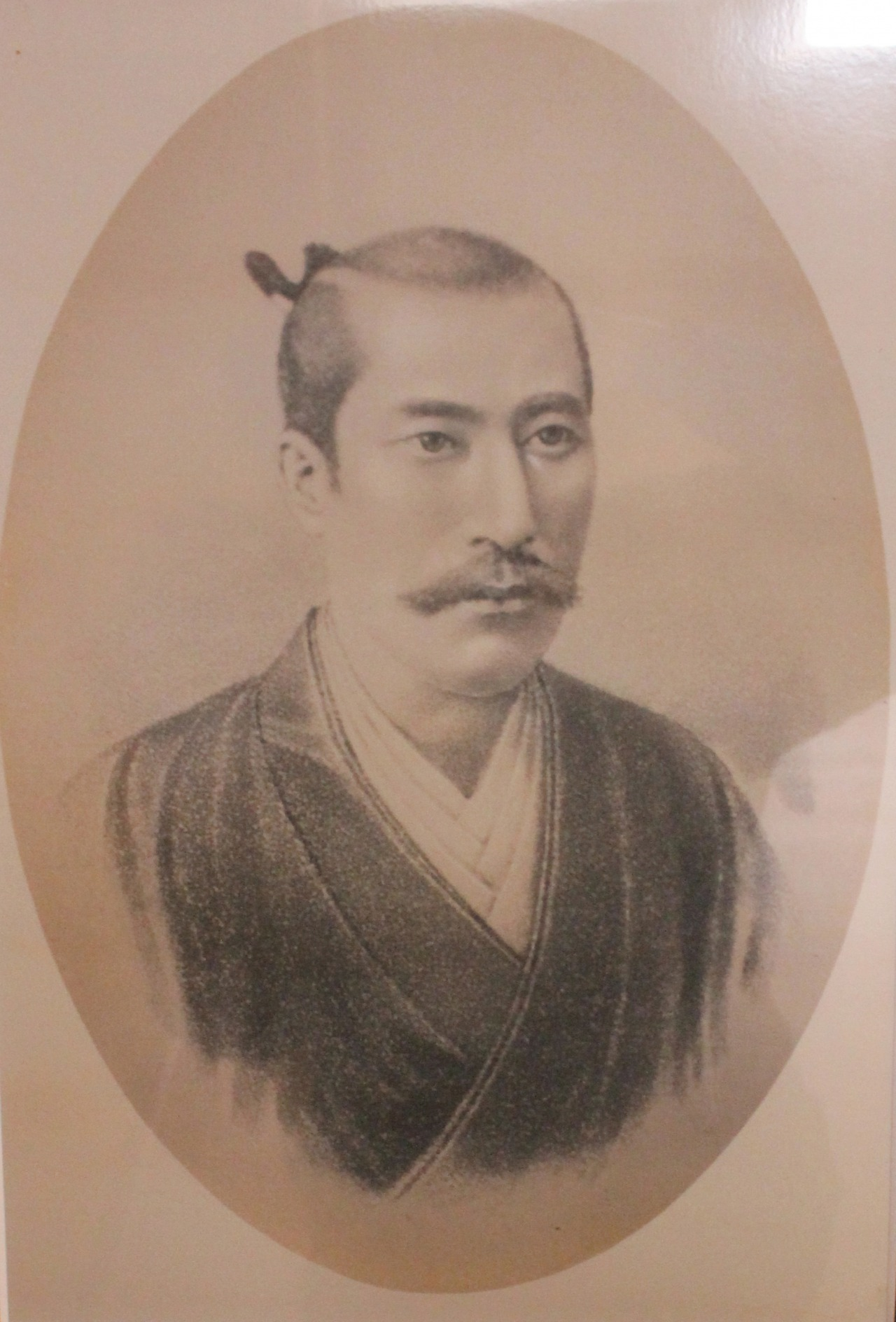
Oda Nobunaga, par un peintre jésuite, XVI

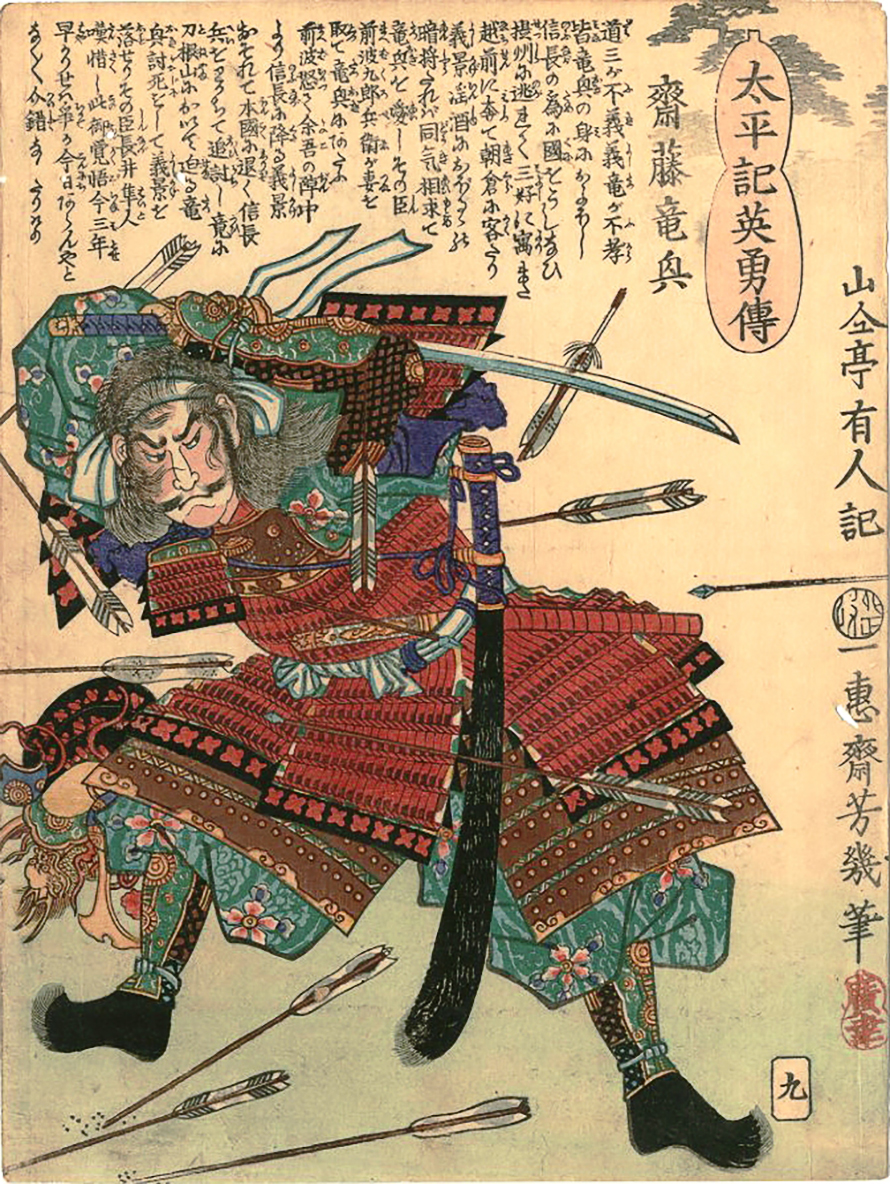
Saitō Tatsuoki, par Utagawa Yoshiiku, XIXe siècle

En 1549, le jeune Oda Nobunaga (1534 – 1582), qui devient plus tard un important daimyo de la province d'Owari au Japon et commencera l'unification du Japon du XVIe siècle, est marié à Nōhime, la fille de Saitō Dōsan, Chef du clan Saitō rival de la province voisine de Mino. Nobunaga est le second fils d'Oda Nobuhide, chef du clan Oda, occupé à cette époque à repousser des adversaires sur les frontières nord et est de la province d'Owari, situation encore compliquée par des dissensions internes. Saitō Dōsan, seigneur de Mino, est un dirigeant fort et impitoyable, mais des conflits internes commencent à diviser les Saitō en factions. Les deux clans ont besoin d'un répit pour faire face aux problèmes les plus pressants, et le mariage politique de Nobunaga et Nohime met donc fin à la rivalité entre les clans et à leurs escarmouches frontalières.
En 1555, Saitō Yoshitatsu, fils ainé de Dōsan, se persuade qu'il sera dépossédé de son héritage et assassine ses deux jeunes frères. L'année suivante, il rallie les troupes qui lui sont fidèles et entre ouvertement en révolte contre son père. De fait, Dōsan a changé son testament et nommé son gendre, Oda Nobunaga, comme héritier légal. Peu de temps après, Dōsan est tué par l'un des serviteurs de Yoshitatsu à la bataille de la Nagara-gawa.
À l'époque, Nobunaga n'est pas en mesure d'aider son beau-père, et la guerre civile des Saitō est terminée avant qu'aucune intervention active ne puisse être montée. En 1561, Yoshitatsu décède de la lèpre et son fils, Saitō Tatsuoki, lui succède à la tête du clan. Tatsuoki est encore jeune mais, lorsqu'il atteint l'âge adulte, il est finalement considéré comme incapable d'un commandement efficace par ses pairs et ses vassaux, vu avec mépris par ses subordonnés et même méprisé par la paysannerie locale,. Après que les Oda et les Matsudaira se sont alliés et ont défait le clan Imagawa à la bataille d'Okehazama de 1560, Nobunaga est dans une position plus stable pour se concentrer sur leur voisin du nord, le clan Saitō. Les plans de Nobunaga pour une invasion de Mino sont apparemment motivés par la vengeance pour la mort de son beau-père, Saitō Dōsan, mais Yoshitatsu décède avant que Nobunaga ne passe à l'attaque. Toutefois, Nobunaga estime que Tatsuoki, l'héritier de Yoshitatsu, bénéficie lui aussi de la disparition de Dōsan et il poursuit donc ses plans d'invasion en utilisant la vengeance comme prétexte.

### Campagne de Mino

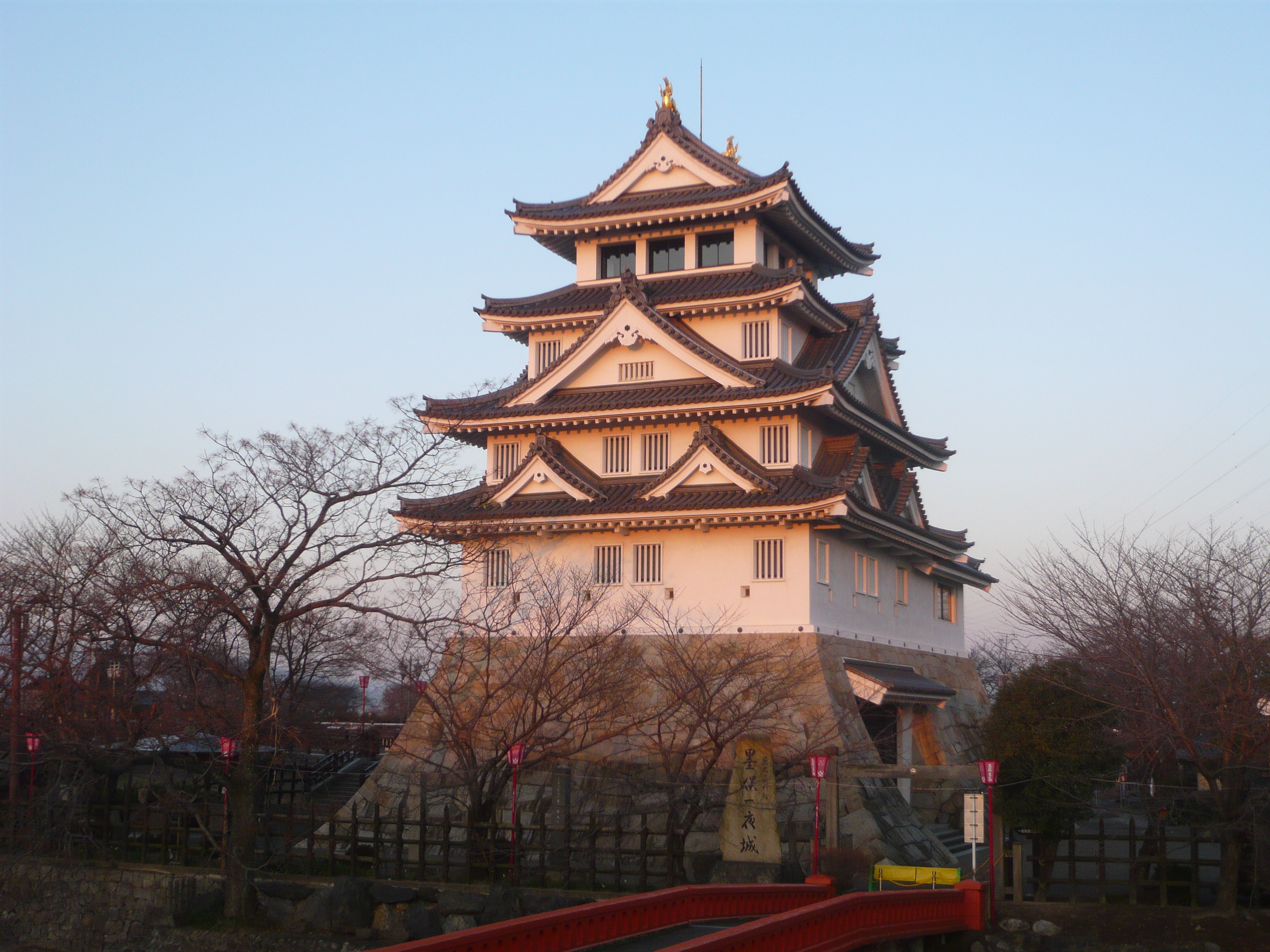
Château de Sunomata, 2008.

Oda Nobunaga monte des incursions dans le territoire Mino en 1561 et 1563. Lors de chaque expédition, Nobunaga et ses 700 soldats sont surpassés en nombre par les forces rapidement assemblées sous l'autorité du daimyo local, forces qui rassemblent jusqu'à 3 000 hommes. Pris en plein air et incapable d'organiser une défense, Nobunaga est à chaque fois repoussé dans son territoire. L'histoire locale de la ville de Gifu indique qu'en 1564 Nobunaga va jusqu'à attaquer le château d'Inabayama, quartier général du clan Saitō. Le château est situé au sommet du mont Inaba, qui a une face nord abrupte et sauvage au-dessus de la Sunomata-gawa mais qui accessible par un chemin tortueux sur le versant sud. Bien que considéré quasi imprenable,, Tatsuoki franchit les parapets et se cache à l'intérieur du château tandis que ses obligés Takenaka Shigeharu (appelé Hanbei) et Andō Morinari commandent la défense,. Nobunaga part alors ou est expulsé peu après. Dans les années suivantes, Nobunaga fait disparaître ce revers des archives et l'omet dans les Chroniques de Nobunaga,,.
À partir de 1564, Oda Nobunaga commence à envoyer son fidèle vassal, Kinoshita Tōkichirō, pour convaincre, par la corruption, beaucoup de seigneurs de guerre dans la région de Mino de faire défection et joindre la puissance croissante du clan Oda. Kinoshita approche même Takenaka Hanbei, considéré comme un stratège brillant mais qui vit dans une pieuse solitude, pour le persuader de faire défection. Bien que l'obligé de Saitō est frustré par le comportement honteux de Tatsuoki, il ne veut pas que sa loyauté soit soupçonnée et il refuse les offres de Kinoshita au nom de son maître. Kinoshita est impressionné par l'intégrité du vassal et l'invite à un séjour prolongé dans sa maison, en tant qu'hôte. Hanbei admet que le clan Saito ne peut pas survivre beaucoup plus longtemps sous Tatsuoki, et il accepte l'invitation de Kinoshita en échange d'une promesse d'indulgence si jamais les dirigeants Saitō tombent dans les mains de Kinoshita.
En 1566, en prévision de la prochaine campagne, Kinoshita propose qu'un château soit construit près du château d'Inabayama pour servir de point de départ aux forces d'Oda. Nobunaga donne son accord et charge Kinoshita de cette tâche. À cette fin, Kinoshita fait bâtir le château de Sunomata sur une rive de la rivière Sai, opposée au territoire des Saitō. L'avantage de la proximité du château de l'ennemi est aussi un problème lors de la construction. Jusqu'à ce que le château soit achevé, les hommes de Kinoshita et le site de construction sont en effet vulnérables à une attaque à partir de la rivière. Selon la légende, Kinoshita construit le château en une nuit, mais il est plus probable que ce ne soit que le squelette de la tour avec une façade visible depuis la rive opposée,. Le résultat de cette construction hâtive donne à ses propres hommes une position avantageuse, surprend et impressionne l'ennemi. Encouragés par la prudence de l'ennemi, les hommes de Kinoshita sont à même de transformer rapidement la fragile structure en une fortification fonctionnelle, puis en un château complet. Nobunaga ordonne alors à Kinoshita de rester comme intendant du château et lui donne le nom « Hideyoshi »,.

## Le siège

### Préparatifs de la bataille

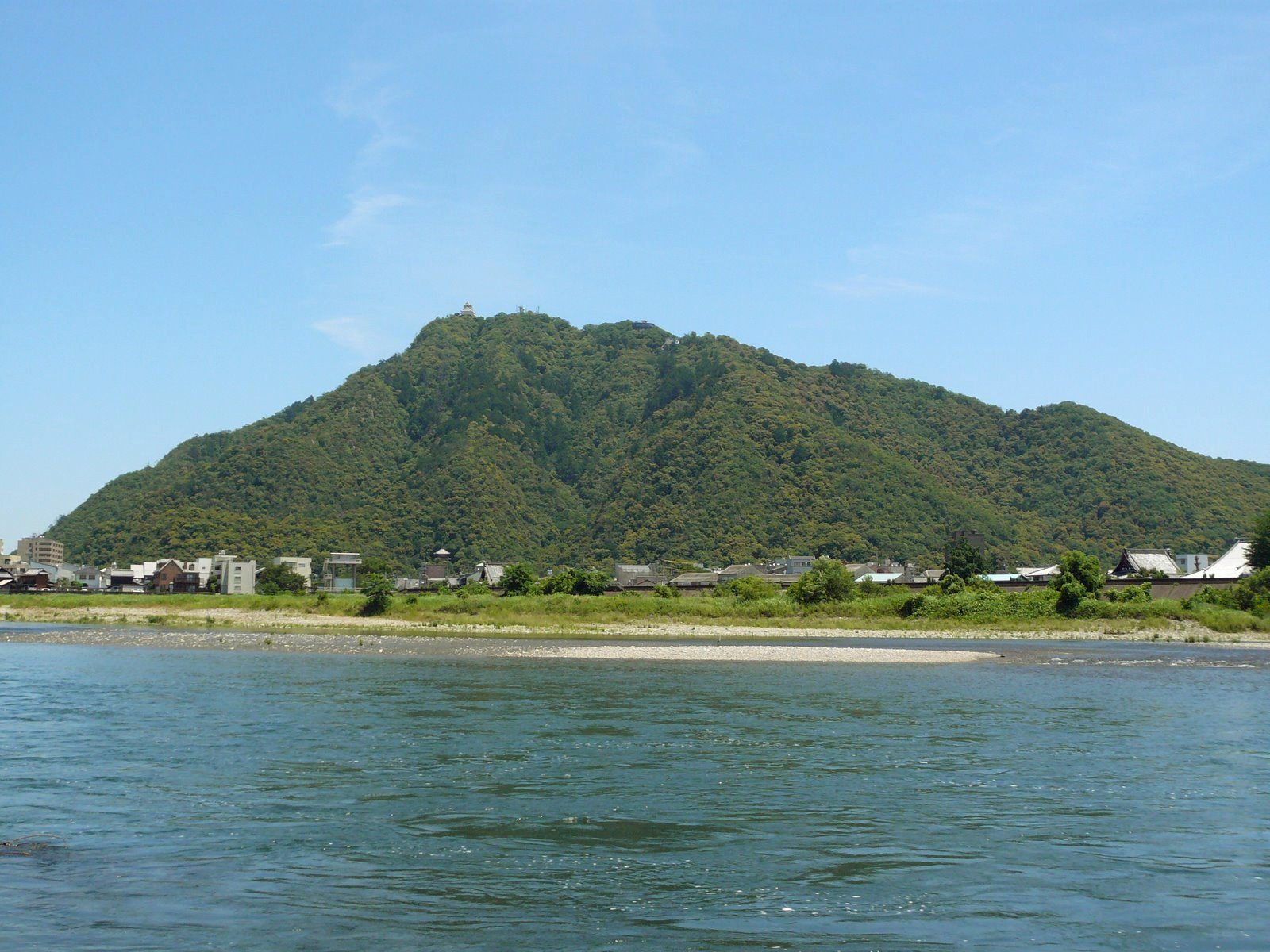
Le mont Kinka, appelé « Inabayama » à l'époque de la bataille.

En 1567, Oda Nobunaga mène une attaque contre le clan Saitō de la province de Mino. Le siège du clan et le centre administratif de la province de Mino se trouvent au château d'Inabayama, forteresse de montagne située au sommet du mont Inaba (dans l'actuelle ville de Gifu). Comme Saitō Tatsuoki, le daimyo du clan, s'est montré un chef lâche et inefficace, Takenaka Hanbei organise un « coup » et prend le commandement du château et de sa garnison. Bien que Tatsuoki est autorisé à rester le chef titulaire du clan, il ne contribue pas à l'issue de la bataille. Quand l'armée d'Oda entre dans la province de Mino, Hanbei prépare la garnison pour la défense du château,.
Selon le Shinchō kōki (ou « Chroniques de Nobunaga »), les préparations pour la bataille commencent le 13 septembre 1567 (ère Eiroku 10e année, 8e mois, 1er jour). Nobunaga entre dans la zone, prend contact avec ses alliés, et le noyau de son armée, forte d'environ 5 000 hommes, traverse la Kiso-gawa,. Comme les troupes se rassemblent sur l'autre rive, Nobunaga envoie deux messagers, Murai Sadakatsu et Shimada Hidemitsu, à trois des meilleurs vassaux du clan Saito, connus collectivement sous le nom « Triumvirat Mino », pour leur demander leur coopération lors de la prochaine bataille. les seigneurs de guerre de Mino que Kinoshita Hideyoshi a persuadés de faire défection apportent des troupes supplémentaires sous la bannière de Nobunaga.
Tandis que les forces loyales à Nobunaga traversent la plaine, plusieurs escarmouches ont lieu dans un vain effort pour repousser les forces d'invasion. Les forces de Nobunaga entrent alors dans la ville d'Inoguchi, qui se trouve en contrebas du château Inabayama. Pour dégager le champ de vision et agrandir l'espace pour l'armée assiégeante, l'avant-garde de Kinoshita Hideyoshi met le feu au village. Alors que des soldats prennent position sur le mont Inoguchi et une ligne de crête à proximité, l'armée principale se positionne devant le mont Inaba pour commencer le siège. L'armée, dont les effectifs ont fortement augmenté, maintenant hérissée de drapeaux des anciens vassaux et alliés du clan Saito, déconcerte les défenseurs du château. Pendant les jours qui suivent, Kinoshita envoie des hommes pour recueillir des renseignements, notamment auprès des paysans prêts à aider les envahisseurs. Kinoshita rencontre un résident local, Horio Yoshiharu, qui lui montre un chemin peu connu qui mène au versant nord de la montagne. Le versant nord au-dessous du château est si raide que l'agression par une grande force est considérée comme impossible, et ce côté est donc effectivement ignoré par les défenseurs à l'avènement de la bataille.

### Assaut final

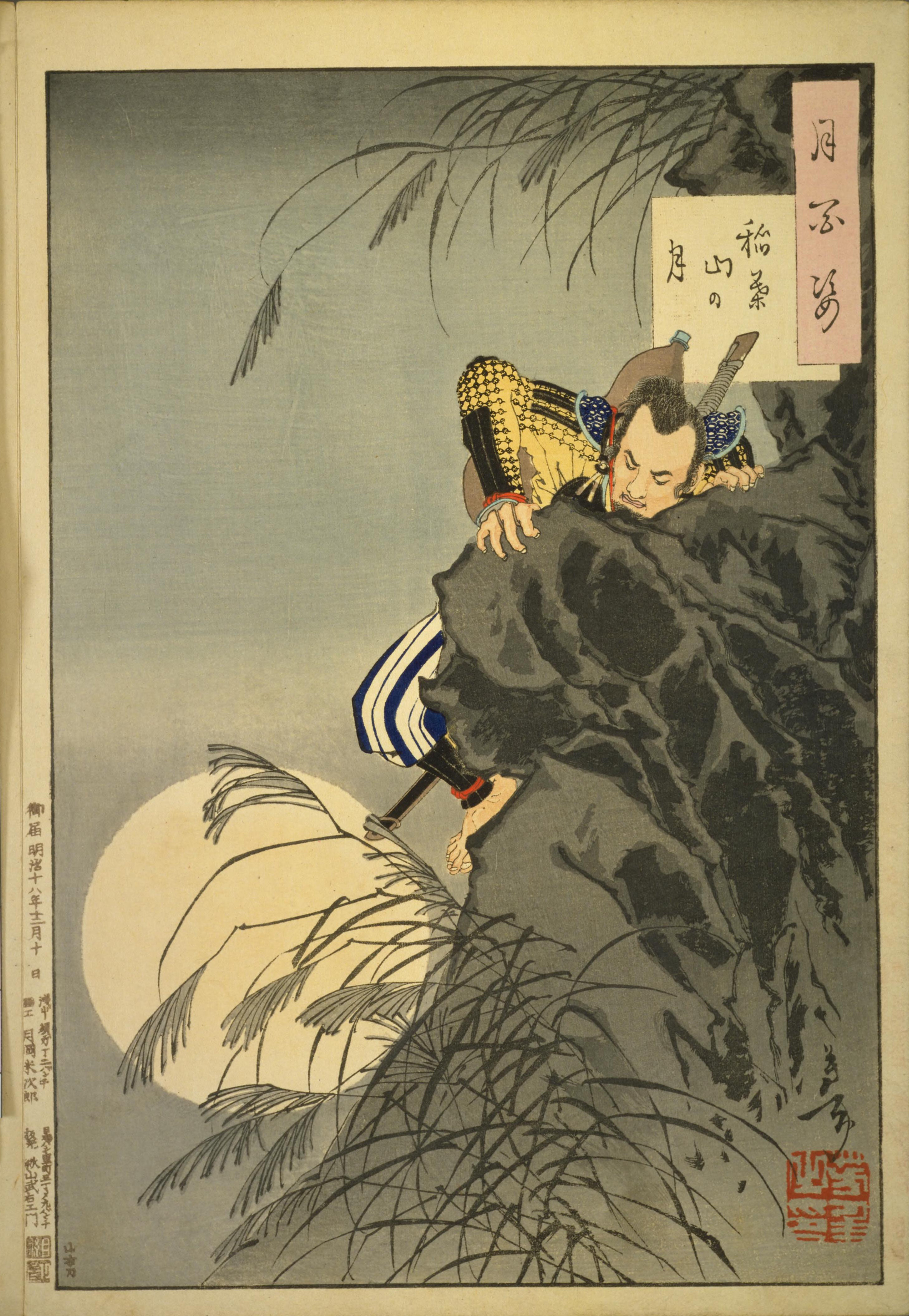
« Lune du mont Inaba », par Tsukioka Yoshitoshi (1885) : Kinoshita Hideyoshi fait l’ascension du mont Inaba

On ne sait pas exactement ce qui se passe sur le champ de bataille entre les 14 et 25 septembre. Compte tenu de ce qui est connu du style de combat agressif de Nobunaga, des tactiques de siège en vigueur à l'époque, de la disposition du château japonais et des événements qui suivent, on peut déduire que les forces de Nobunaga pressent leur attaque et probablement enfoncent les défenses extérieures du château d'Inabayama. On sait aussi que Kuroda Kanbei, considéré comme un stratège de talent, est chargé de diriger et de coordonner l'attaque principale. Il est également certain que Kinoshita Hideyoshi conçoit un plan selon lequel une petite force escalade la face nord de la montagne, entre dans le château et se précipite pour ouvrir les portes à l'armée assiégeante. Nobunaga approuve ce plan et charge Kinoshita de la conduite du raid. Pour son équipe, Kinoshita choisit Horio Yoshiharu, Hachisuka Koroku et cinq ou six autres hommes pour l'accompagner. Le 26 septembre, Nobunaga est si confiant dans le plan de Kinoshita et l'issue de la bataille qu'il fait ériger un « rideau de camp » sur le champ de bataille où il tient une réunion avec ses officiers supérieurs et attribue les tâches relatives à la reconstruction du château après la bataille. Il salue également les daimyo du « Triumvirat Mino » qui sont surpris par son audace et leur offre du saké.

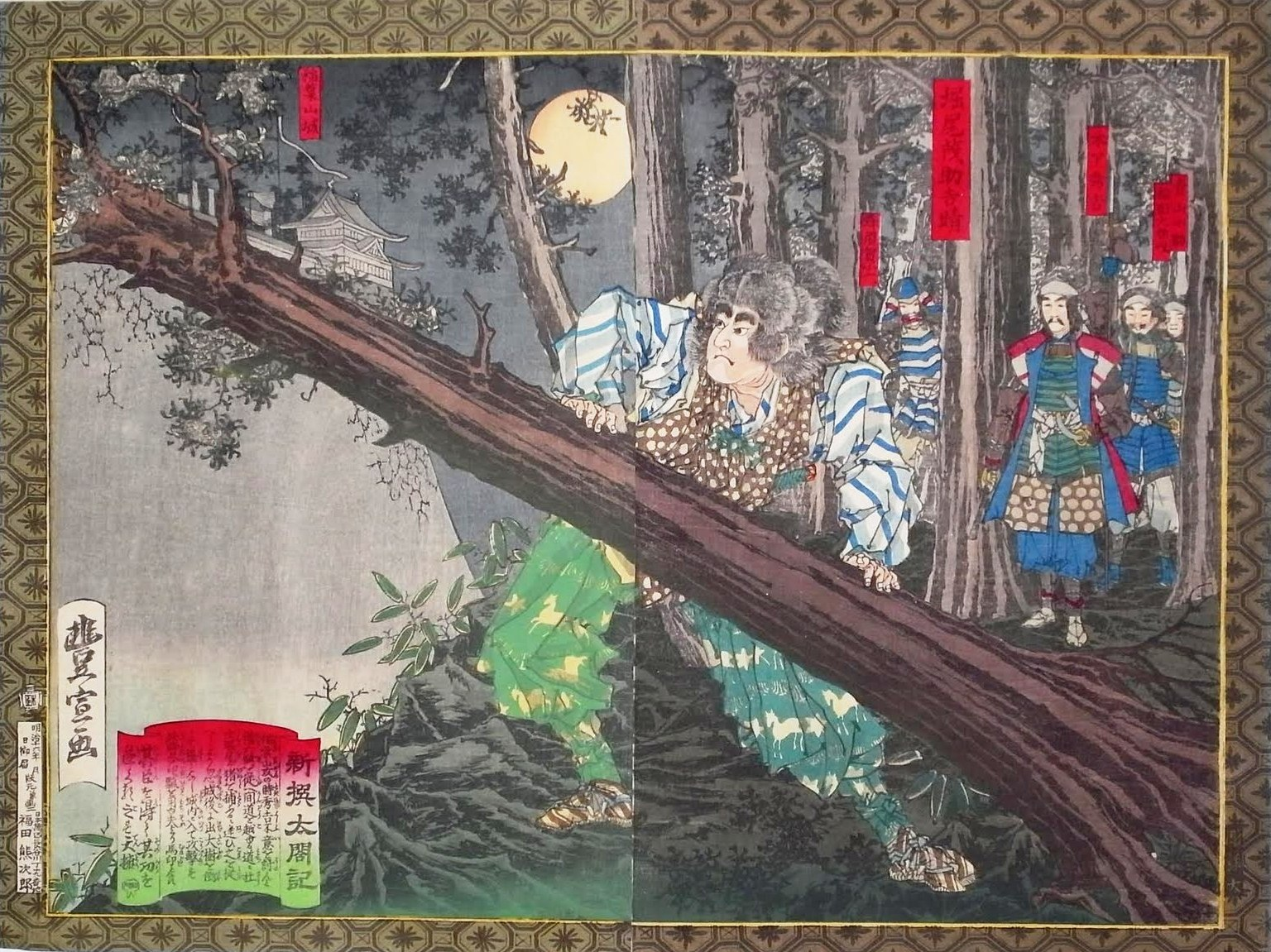
Horio Yoshiharu menant Kinoshita Hideyoshi et son équipe dans leur mission au château d'Inabayama.

Dans la nuit du 26 septembre, Kinoshita réunit son équipe et, préoccupé par la chaleur de la fin d'été et les efforts à venir, lui fournit des gourdes d'eau douce. Horio Yoshiharu guide ensuite Kinoshita Hideyoshi et la petite force d'assaut autour de l'arrière de la montagne, où ils grimpent les pentes raides à la lumière de la pleine lune. À l'aube, alors que la mission de Kinoshita est en cours, la principale force commandée par Kuroda Kanbei commence son attaque sur le château,.
Peu de temps après, l'équipe de Kinoshita pénètre dans le château, met le feu à un entrepôt et au magasin à poudre, puis se précipite pour ouvrir les portes avant, tuant quiconque se présente. Avec les explosions en provenance de la poudrière et l'autre bâtiment violemment en feu, la défense du château dégénère rapidement en chaos, tandis que les défenseurs choqués et épuisés pensent subir une attaque à grande échelle par l'arrière. Les hommes de Kinoshita, crasseux après les efforts de la nuit et brandissant des épées sanglantes comme ils se précipitent dans la cour principale, ajoutent à cette impression. La garnison du château est dans le désarroi le plus complet; des hommes se pressent vers les parapets pour faire face à une agression inexistante, tandis que d'autres jettent leurs armes et se rendent. Quand l'équipe de Kinoshita atteint la guérite, ses membres attachent leurs gourdes à des lances et les agitent vers leurs alliés au-dessous pour leur signaler qu'ils sont dans les lieux, après quoi l'infanterie de Kuroda charge les portes ouvertes et déborde ce qui reste de la garnison du château. Alors que les hommes de Kuroda se débarrassent des dernières résistances, l'équipe de Kinoshita trouve un endroit pour se reposer tandis que Horio Yoshiharu fait tourner une grande gourde de saké prise dans les réserves du château. À la fin de la journée du 27 septembre 1567, le château d'Inabayama est tombé et les seigneurs restant de la province de Mino se soumettent officiellement à Nobunaga.

### Ordre de bataille
Au début du siège, Nobunaga organise les troupes de ses alliés et vassaux en plusieurs divisions, avec une réserve et une avant-garde :
- Principale Division
  - 3 000 hommes commandés par Oda Nobunaga
- Première Division
  - 2 000 hommes - Shibata Katsuie
  - 2 000 hommes - Ikeda Tsuneoki
- Seconde Division
  - 1 000 hommes - Mori Yoshinari
  - 1 000 hommes - Maeda Toshiie
  - 1 000 hommes - Sassa Narimasa
  - Autres
- Division de réserve
  - 2 000 hommes -Sakuma Nobumori
- Avant-garde
  - 1 000 hommes - Kinoshita Hideyoshi
- Forces de Mino, nombre inconnu, commandées par :
  - Ujiie Naotomo
  - Andō Morinari
  - Inaba Yoshimichi
  - Autres

## Postérité

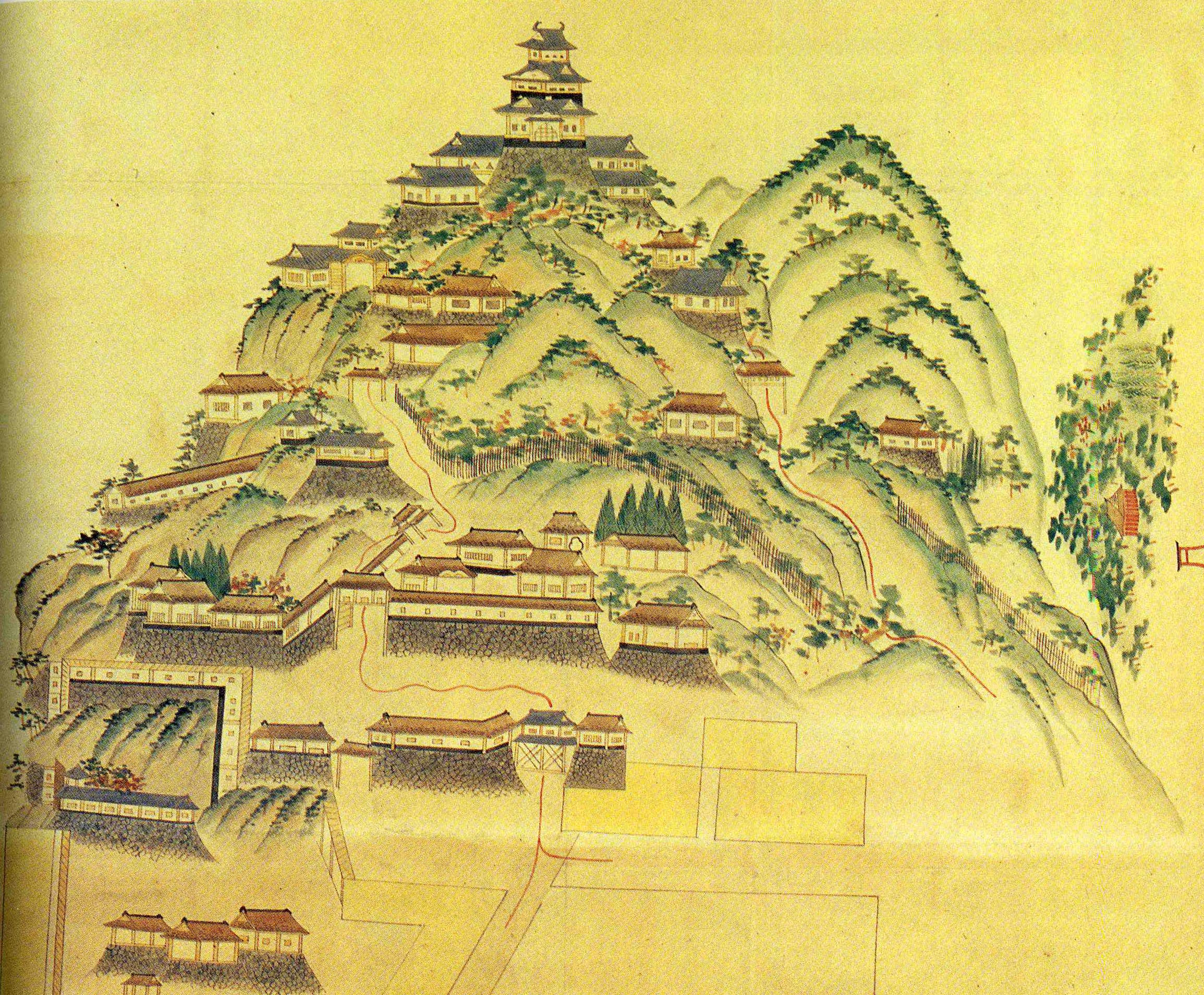
Carte du château de Gifu datant de l'époque d'Edo.

En deux semaines environ, Nobunaga a pénétré dans la vaste province de Mino, levé une armée et conquis le clan au pouvoir dans son château de montagne. Après la bataille, le « Triumvirat Mino », impressionné par la vitesse et l'habileté de la conquête de Nobunaga, s'allie de façon permanente avec le vainqueur. Nobunaga fait réparer le château et le renomme château de Gifu. La jōkamachi (ville-château) d'Inoguchi est pareillement renommée Gifu, d'après le nom de la montagne d'où Wu Wang a lancé sa campagne pour unifier la Chine. Nobunaga fait construire un somptueux manoir au pied de la montagne du château. Il transfère ensuite son quartier général et sa résidence principale du château de Komakiyama à Gifu, d'où il lance sa marche historique sur Kyoto l'année suivante. Il continue à utiliser le château de Gifu comme siège et résidence principale jusqu'à ce qu'il s'installe en 1575 dans le château d'Azuchi, partiellement achevé.
Saitō Tatsuoki survit à la bataille, mais il existe au moins deux versions pour relater la façon dont il s'y prend. Selon la première, Tatsuoki abandonne le château la nuit avant l'attaque finale, emprunte un bateau et descend la Sunomata-gawa. Selon l'autre version, à la suite de l'enfoncement de la porte principale, Hideyoshi envoie un messager à la tour principale, où Tatsuoki et son entourage sont acculés, avec une offre de clémence si les bastions de Saitō se rendent. Tatsuoki accepte cette proposition et sort de la tour principale avec sa famille et sa suite entre les deux lignes que forment les troupes de Nobunaga. En tout état de cause, Tatsuoki trouve finalement son chemin vers Nagashima dans la province d'Ise. Il vit en exil pendant un certain temps, mais, en fin de compte, trouve refuge auprès d'Asakura Yoshikage. Il est tué au cours de la bataille de Tonezaka, à l'âge de 26 ans, en 1573.
Les efforts de Kinoshita Hideyoshi en tant que maître d’œuvre de la victoire sont reconnus par Nobunaga, et son statut est élevé en conséquence. Après la bataille, Kinoshita est promu en rang et fait seigneur de trois districts dans la partie nord de la province de Mino nouvellement conquise et, peu de temps après, il prend le nom de famille « Hashiba ». Lorsque Nobunaga lui donne plus tard un commandement sur le terrain, Hideyoshi utilise l'image d'une gourde d'or comme étendard de bataille en commémoration de son succès au château d'Inabayama. Ultérieurement, il change encore son nom de famille et adopte celui de « Toyotomi ». Enfin, Kuroda Kanbei, qui a dirigé l'attaque frontale, et Takenaka Hanbei, qui a dirigé la défense du château, entrent tous deux au service de Toyotomi Hideyoshi,.